# Motor Lublin (piłka nożna) w sezonie 1983/1984
Sezon 1983/1984 był dla Motoru Lublin 3. sezonem w ekstraklasie. W trzydziestu rozegranych spotkaniach, Motor zdobył 29 punktów i zajął 10. miejsce w tabeli. Trenerem zespołu był Lesław Ćmikiewicz. 

## Przebieg sezonu

### Letni okres przygotowawczy
15 sierpnia 20-osobowa kadra Motoru wraz ze sztabem szkoleniowym udała się na dwwutygodniowe zgrupowanie do Olecka (województwo olsztyńskie), gdzie sparowali między innymi z Jagiellonią Białystok i Odrą Opole. Po zakończeniu zgrupowania zespół wziął udział w dwudniowym turnieju w Skarżysku-Kamiennej z okazji 60-lecia nadania praw miejskich tej miejscowości. Oprócz Motoru w turnieju udział wzięły Ruch Chorzów, Legia Warszawa i gospodarze Granat Skarżysko-Kamienna. W składzie Motoru znaleźli się dwaj nowi piłkarze, pozyskani z Legii – Leszek Iwanicki i Zbigniew Kakietek. W meczu półfinałowym lubelski zespół przegrał po rzutach karnych z Ruchem, dzień później pokonał w meczu o trzecie miejsce Granat 6:1.
Z zespołu odszedł kapitan zespołu Waldemar Wiater, który został asystentem Lesława Ćmikiewicza. Opaskę kapitańską przejął po nim Andrzej Pop. Ponadto klub opuścili Mirosław Sajewicz (do Radomiaka Radom), Stefan Krawczyk i Henryk Świętek (do Hetmana Zamość) oraz Ireneusz Lorenc do (Kassel SC).

### Runda jesienna
Motor zainaugurował nowy sezon meczem ze Śląskiem Wrocław na stadionie przy al. Zygmuntowskich w obecności 25 tysięcy widzów. Spotkanie rozpoczęło się od ataków lublinian i już w trzeciej minucie bramkę dla gospodarzy zdobył Krzysztof Witkowski. W 9. minucie z rzutu wolnego prowadzenie Motoru podwyższył Leszek Iwanicki. Wynik ustalił Zbigniew Kakietek strzałem z kilku metrów pod poprzeczkę. W drugiej kolejce Motor przegrał z Szombierkami Bytom 0:2. Mecz rozegrany został na starym stadionie przy ul. Zabrzańskiej. Spotkanie z wicemistrzem Polski – Widzewem Łódź – rozegrany został w środowe popołudnie w Lublinie. Pierwsza bramka padła w 49. minucie po strzale Andrzeja Popa z rzutu wolnego z odległości około 30 metrów, po błędzie Józefa Młynarczyka, który zbyt daleko wyszedł z własnej bramki. Wyrównującego gola zdobył na jedenaście minut przed zakończeniem meczu Roman Wójcicki. W następnej kolejce Motor odniósł pierwsze wyjazdowe zwycięstwo w jesiennych rozgrywkach, pokonując w Gdyni Bałtyk 1:0. Bramkę w 35. minucie zdobył po zamieszaniu w polu karnym Leszek Iwanicki. W piątym meczu lubelski zespół odniósł zwycięstwo na własnym stadionie z Zagłębiem Sosnowiec i z siedmioma punktami zajmował szóste miejsce w tabeli.   
Do meczu z Motorem mistrz Polski Lech Poznań odniósł pięć zwycięstw i przegrał jeden mecz, na wyjeździe z Widzewem 0:2. Przygotowujący się do spotkania w ramach I rundy Pucharu Europy z mistrzem Hiszpanii Athletic Bilbao podopieczni trenera Wojciecha Łazarka pokonali lubelski zespół 2:0. W pierwszej połowie dogodnych sytuacji nie wykorzystali Krzysztof Witkowski, Zbigniew Kakietek i Leszek Iwanicki. W zaległym meczu siódmej kolejki Motor podejmował Legię Warszawa. W początkowym fragmencie gry przewagę miała Legia, czego efektem była strzelona przez Janusza Turowskiego bramka w 24. minucie. W drugiej połowie Motor grał w ustawieniu ofensywnym, po wejściu na boisko po przerwie najpierw Wojciecha Rabendy za Roberta Grzankę, a następnie w 66. minucie Janusza Kudyby za Waldemara Fiutę. Na dwie minuty przed końcem sfaulowany w polu karnym został Andrzej Pop i prowadzący ten mecz sędzia Edward Norek podyktował jedenastkę, którą wykorzystał Leszek Iwanicki. W spotkaniu z Legią urazu doznał bramkarz Andrzej Rejman i z Cracovią zagrał, pomimo niewyleczonej do końca kontuzji kolana, Zygmunt Kalinowski. Mecz zakończył się zwycięstwem Motoru 2:0. 25 września w meczu dwóch beniaminków Górnik Wałbrzych pokonał, pomimo braku w składzie Włodzimierza Ciołka, Motor 2:0. Po dziewięciu kolejkach lubelski zespół zajmował 7. miejsce. 
1 października miał miejsce mecz pomiędzy Motorem a Górnikiem Zabrze, drużynami z takim samym dorobkiem punktowym i bramkowym. Pomimo akcji z obydwu stron spotkanie zakończyło się wynikiem 0:0. Następnie Motor pokonał na wyjeździe ŁKS Łódź 2:1 po bramkach Andrzeja Popa, bramkę wyrównującą zdobył na minutę przed przerwą Marek Chojnacki, ponadto kontuzji doznał stoper Wiktor Pełkowski i nie zagrał już do końca rundy jesiennej, zremisował u siebie bezbramkowo z Ruchem Chorzów i odniósł drugie wyjazdowe zwycięstwo z rzędu w Katowicach z GKS-em po bramce Leszka Iwanickiego. W przedostatniej kolejce niepokonany na własnym stadionie w jesiennych rozgrywkach szósty w tabeli Motor podejmował piątą Pogoń Szczecin. Jedyną bramkę zdobył Leszek Iwanicki z podania Janusza Kudyby. Po tym zwycięstwie Motor awansował na czwarte miejsce, mając w dorobku osiemnaście punktów, o trzy mniej od lidera Lecha Poznań. Na zakończenie rundy Motor zremisował na wyjeździe bezbramkowo z Wisłą Kraków i ostatecznie zakończył jesienne rozgrywki na piątym miejscu.

### Zimowy okres przygotowawczy
Piłkarze Motoru do treningów powrócili 3 stycznia, a w połowie tego miesiąca wyjechali na dwutygodniowe zgrupowanie do Nowego Targu. Od 6 do 12 lutego 23-osobowa kadra trenowała na obozie w Pionkach. W drugiej połowie lutego zespół przebywał na zgrupowaniu w Kamieniu. W przerwie zimowej do zespołu dołączył Zbigniew Slipiko (poprz. Olimpia Elbląg), ubyli zaś Marek Leszczyński (do Avii Świdnik) i Wojciech Rabenda (do Odry Opole).   

### Runda wiosenna
Rundę rewanżową Motor rozpoczął od wyjazdu do Wrocławia i meczu ze Śląskiem. W początkowym fragmencie spotkania dogodnych sytuacji nie wykorzystali Andrzej Pop i Janusz Kudyba. W 10. minucie piłkę po strzale Kazimierza Mikołajewicza wybił ręką obrońca Robert Grzanka i prowadzący ten mecz sędzia Wiesław Bartosik podyktował rzut karny, którego wykorzystał Ryszard Tarasiewicz. W pierwszej połowie do wyrównania doprowadzić mógł Krzysztof Witkowski, a także Leszek Iwanicki z rzutu wolnego, jednak piłkę po jego strzale nad poprzeczkę sparował Janusz Jedynak. Na minutę przed przerwą wynik ustalił Waldemar Prusik. Pierwszy wiosenny mecz na stadionie przy al. Zygmuntowskich zgromadził 20 tysięcy widzów. Spotkanie pomiędzy Motorem a Szombierkami Bytom zakończył się wynikiem bezbramkowym. W następnej kolejce lubelski zespół grał na wyjeździe z faworyzowanym Widzewem Łódź. Motor w tym meczu miał jedną dogodną sytuację, kiedy to strzał Romana Dębińskiego z 20 metrów obronił Józef Młynarczyk. W drugiej połowie dużą przewagę miał Widzew, jednak dzięki obronie Motoru, a w szczególności paradom Zygmunta Kalinowskiego, mecz zakończył się wynikiem 0:0. Dwa tygodnie później Motor zanotował kolejny remis. W meczu z Bałtykiem Gdynia lublinianie objęli prowadzenie w 18. minucie po bramce Janusza Kudyby. W drugiej połowie prowadzący to spotkanie sędzia Józef Banasz podyktował dwa kontrowersyjne rzuty karne. Najpierw w 53. minucie dla Bałtyku, którego na bramkę zamienił Adam Walczak, następnie dla Motoru w 78. minucie, którego nie wykorzystał Leszek Iwanicki.
Na meczu Motoru z Zagłębiem na Stadionie Ludowym w Sosnowcu zjawiło się 15 tysięcy widzów. Do 75. minuty utrzymywał się rezultat bezbramkowy. Wtedy to Andrzej Pop strzałem z 30 metrów pokonał bramkarza gospodarzy Marka Bębna. W 85. minucie wyrównującą bramkę zdobył Gerard Śpiewak, a tuż przed zakończeniem spotkania Dariusz Klamra mógł dać gospodarzom zwycięstwo, ale piłkę po jego strzale z linii bramkowej wybił Modest Boguszewski. Po czterech remisach z rzędu Motor utrzymał pozycję z jesieni, okupując wciąż piąte miejsce. W kolejnym wyjazdowym meczu Motor przegrał z Legią Warszawa 0:1. Przed meczem w Warszawie kontuzji kolana doznał Roman Dębiński, co wykluczyło go z gry na ponad miesiąc. 29 kwietnia Motor podejmował trzeciego w tabeli i aktualnego mistrza Polski Lecha Poznań. Wynik meczu otworzył po zespołowej akcji Zbigniew Slipiko w 11. minucie, jednak cztery minuty później wyrównał strzałem zza pola karnego Mirosław Okoński. W drugiej połowie obydwie drużyny miały kilka dogodnych sytuacji, ale zwycięską bramkę dla Lecha zdobył Bogusław Oblewski. Wygrana Lecha oznaczała zakończenie serii Motoru, dwudziestu pięciu meczów bez porażki na własnym stadionie. W następnych czterech meczach, z Cracovią, Górnikiem Wałbrzych, Górnikiem Zabrze i ŁKS-em Łódź Motor odniósł cztery remisy (w meczach z Górnikiem W. i Górnikiem Z. Motor tracił jednobramkowe prowadzenie w końcówce spotkania).
26 maja Motor odniósł jedyne w wiosennych rozgrywkach zwycięstwo. W wyjazdowym meczu w Chorzowie pokonał Ruch 1:0 po bramce Krzysztofa Witkowskiego z podania Zbigniewa Slipiko. Dzięki wygranej Motor awansował z ósmego na szóste miejsce w tabeli. W ostatnich trzech meczach, z GKS-em Katowice, Pogonią Szczecin i Wisłą Kraków, Motor zanotował trzy porażki i zakończył sezon na dziesiątym miejscu w tabeli.

## Mecze ligowe w sezonie 1983/1984
| Data                 | Przeciwnik         | D/W | Miejsce                         | Wynik M/P | Strzelcy                                | Widzów  | Źródło        |
| -------------------- | ------------------ | --- | ------------------------------- | --------- | --------------------------------------- | ------- | ------------- |
|                      |                    |     |                                 |           |                                         |         |               |
| RUNDA JESIENNA       |                    |     |                                 |           |                                         |         |               |
|                      |                    |     |                                 |           |                                         |         |               |
| 6 sierpnia 1983      | Śląsk Wrocław      | D   | Stadion przy al. Zygmuntowskich | 3:0       | Witkowski 3', Iwanicki 9', Kakiełek 64' | 25 tys. | [ 6 ] [ 40 ]  |
| 13 sierpnia 1983     | Szombierki Bytom   | W   | Stadion Szombierek              | 0:2       |                                         | 2 tys.  | [ 7 ] [ 41 ]  |
| 17 sierpnia 1983     | Widzew Łódź        | D   | Stadion przy al. Zygmuntowskich | 1:1       | Pop 49'                                 | 25 tys. | [ 8 ] [ 42 ]  |
| 21 sierpnia 1983     | Bałtyk Gdynia      | W   | Stadion Bałtyku                 | 1:0       | Iwanicki 35'                            | 9 tys.  | [ 9 ] [ 43 ]  |
| 27 sierpnia 1983     | Zagłębie Sosnowiec | D   | Stadion przy al. Zygmuntowskich | 2:0       | Iwanicki 8', Pop 89'                    | 23 tys. | [ 10 ] [ 44 ] |
| 10 września 1983     | Lech Poznań        | W   | Stadion Lecha                   | 0:2       |                                         | 25 tys. | [ 11 ] [ 45 ] |
| 14 września 1983     | Legia Warszawa     | D   | Stadion przy al. Zygmuntowskich | 1:1       | Iwanicki 88' (k)                        | 23 tys. | [ 12 ] [ 46 ] |
| 17 września 1983     | Cracovia           | D   | Stadion przy al. Zygmuntowskich | 2:0       | Kudyba 56', Iwanicki 83'                | 15 tys. | [ 13 ] [ 47 ] |
| 25 września 1983     | Górnik Wałbrzych   | W   | Stadion Górnika                 | 0:2       |                                         | 25 tys. | [ 14 ] [ 48 ] |
| 1 października 1983  | Górnik Zabrze      | D   | Stadion przy al. Zygmuntowskich | 0:0       |                                         | 12 tys. | [ 15 ] [ 49 ] |
| 12 października 1983 | ŁKS Łódź           | W   | Stadion ŁKS-u                   | 2:1       | Pop 13', 76'                            | 4 tys.  | [ 16 ] [ 50 ] |
| 15 października 1983 | Ruch Chorzów       | D   | Stadion przy al. Zygmuntowskich | 0:0       |                                         | 20 tys. | [ 17 ] [ 51 ] |
| 22 października 1983 | GKS Katowice       | W   | Stadion GKS-u                   | 1:0       | Iwanicki 52'                            | 3 tys.  | [ 18 ] [ 52 ] |
| 5 listopada 1983     | Pogoń Szczecin     | D   | Stadion przy al. Zygmuntowskich | 1:0       | Iwanicki 64'                            | 20 tys. | [ 19 ] [ 53 ] |
| 12 listopada 1983    | Wisła Kraków       | W   | Stadion Wisły                   | 0:0       |                                         | 2 tys.  | [ 20 ] [ 54 ] |
|                      |                    |     |                                 |           |                                         |         |               |
| RUNDA WIOSENNA       |                    |     |                                 |           |                                         |         |               |
|                      |                    |     |                                 |           |                                         |         |               |
| 11 marca 1984        | Śląsk Wrocław      | W   | Stadion Śląska                  | 0:2       |                                         | 12 tys. | [ 25 ] [ 55 ] |
| 18 marca 1984        | Szombierki Bytom   | D   | Stadion przy al. Zygmuntowskich | 0:0       |                                         | 20 tys. | [ 26 ] [ 56 ] |
| 24 marca 1984        | Widzew Łódź        | W   | Stadion Widzewa                 | 0:0       |                                         | 12 tys. | [ 27 ] [ 57 ] |
| 8 kwietnia 1984      | Bałtyk Gdynia      | D   | Stadion przy al. Zygmuntowskich | 1:1       | Kudyba 18'                              | 20 tys. | [ 28 ] [ 58 ] |
| 14 kwietnia 1984     | Zagłębie Sosnowiec | W   | Stadion Zagłębia                | 1:1       | Pop 77'                                 | 15 tys. | [ 29 ] [ 59 ] |
| 25 kwietnia 1984     | Legia Warszawa     | W   | Stadion Legii                   | 0:1       |                                         | 10 tys. | [ 30 ] [ 60 ] |
| 29 kwietnia 1984     | Lech Poznań        | D   | Stadion przy al. Zygmuntowskich | 1:2       | Slipiko 11'                             | 20 tys. | [ 31 ] [ 61 ] |
| 5 maja 1984          | Cracovia           | W   | Stadion Cracovii                | 0:0       |                                         | 7 tys.  | [ 32 ] [ 62 ] |
| 9 maja 1984          | Górnik Wałbrzych   | D   | Stadion przy al. Zygmuntowskich | 1:1       | Iwanicki 43' (k)                        | 15 tys. | [ 33 ] [ 63 ] |
| 12 maja 1984         | Górnik Zabrze      | W   | Stadion Górnika                 | 1:1       | Iwanicki 38'                            | 5 tys.  | [ 34 ] [ 64 ] |
| 19 maja 1984         | ŁKS Łódź           | D   | Stadion przy al. Zygmuntowskich | 0:0       |                                         | 12 tys. | [ 35 ] [ 65 ] |
| 26 maja 1984         | Ruch Chorzów       | W   | Stadion Ruchu                   | 1:0       | Witkowski 25'                           | 2 tys.  | [ 36 ] [ 66 ] |
| 2 czerwca 1984       | GKS Katowice       | D   | Stadion przy al. Zygmuntowskich | 1:2       | Slipiko 46'                             | 9 tys.  | [ 37 ] [ 67 ] |
| 10 czerwca 1984      | Pogoń Szczecin     | W   | Stadion Pogoni                  | 0:2       |                                         | 14 tys. | [ 38 ] [ 68 ] |
| 13 czerwca 1984      | Wisła Kraków       | D   | Stadion przy al. Zygmuntowskich | 1:2       | Pop 53'                                 | 8 tys.  | [ 39 ] [ 69 ] |

### Tabela I ligi
| Poz | Klub               | M  | Pkt | Bz | Bs |
| --- | ------------------ | -- | --- | -- | -- |
| 1.  | Lech Poznań        | 30 | 42  | 47 | 21 |
| 2.  | Widzew Łódź        | 30 | 42  | 42 | 25 |
| 3.  | Pogoń Szczecin     | 30 | 38  | 54 | 27 |
| 4.  | Górnik Zabrze      | 30 | 34  | 34 | 26 |
| 5.  | Legia Warszawa     | 30 | 33  | 42 | 32 |
| 6.  | Górnik Wałbrzych   | 30 | 31  | 40 | 35 |
| 7.  | Ruch Chorzów       | 30 | 30  | 30 | 30 |
| 8.  | Śląsk Wrocław      | 30 | 30  | 41 | 47 |
| 9.  | GKS Katowice       | 30 | 29  | 41 | 42 |
| 10. | Motor Lublin       | 30 | 29  | 22 | 24 |
| 11. | Wisła Kraków       | 30 | 27  | 33 | 38 |
| 12. | Zagłębie Sosnowiec | 30 | 27  | 25 | 35 |
| 13. | Bałtyk Gdynia      | 30 | 25  | 25 | 30 |
| 14. | ŁKS Łódź           | 30 | 25  | 29 | 43 |
| 15. | Cracovia           | 30 | 21  | 19 | 35 |
| 16. | Szombierki Bytom   | 30 | 17  | 23 | 58 |

## Kadra
| Zawodnik               | Data ur.   | Występy        | Bramki         |                |                | Występy        | Bramki         |                |                | Występy   | Bramki    | Poprzedni klub              |           |
| Zawodnik               | Data ur.   | RUNDA JESIENNA | RUNDA JESIENNA | RUNDA JESIENNA | RUNDA JESIENNA | RUNDA WIOSENNA | RUNDA WIOSENNA | RUNDA WIOSENNA | RUNDA WIOSENNA | SEZON     | SEZON     | Poprzedni klub              |           |
| Bramkarze              | Bramkarze  | Bramkarze      | Bramkarze      | Bramkarze      | Bramkarze      | Bramkarze      | Bramkarze      | Bramkarze      | Bramkarze      | Bramkarze | Bramkarze | Bramkarze                   | Bramkarze |
| ---------------------- | ---------- | -------------- | -------------- | -------------- | -------------- | -------------- | -------------- | -------------- | -------------- | --------- | --------- | --------------------------- | --------- |
| Zygmunt Kalinowski     | 2.05.1949  | 13             |                |                |                | 15             |                |                |                | 28        |           | Polonia Sydney              |           |
| Stanisław Karwat       | 3.10.1965  |                |                |                |                | 0 (1)          |                |                |                | 0 (1)     |           | Tomasovia Tomaszów Lubelski |           |
| Andrzej Rejman         | 6.12.1955  | 2              |                |                |                |                |                |                |                | 2         |           | Gwardia Koszalin            |           |
| Obrońcy                |            |                |                |                |                |                |                |                |                |           |           |                             |           |
| Modest Boguszewski     | 8.01.1963  | 15             |                | 1              |                | 15             |                | 1              |                | 30        |           | wychowanek                  |           |
| Mirosław Car           | 24.11.1960 | 0 (1)          |                |                |                | 3 (1)          |                |                |                | 3 (2)     |           | Legia Warszawa              |           |
| Roman Dębiński         | 21.05.1956 | 15             |                | 2              |                | 10             |                |                |                | 25        |           | Stal Poniatowa              |           |
| Waldemar Fiuta         | 10.04.1958 | 15             |                |                |                | 15             |                | 2              |                | 30        |           | wychowanek                  |           |
| Robert Grzanka         | 6.09.1962  | 15             |                |                |                | 15             |                | 2              |                | 30        |           | Mazur Karczew               |           |
| Wiktor Pełkowski       | 9.06.1957  | 11             |                |                |                | 9 (3)          |                |                |                | 20 (3)    |           | Lublinianka                 |           |
| Krzysztof Wójtowicz    | 28.01.1959 | 0 (5)          |                |                |                | 0 (1)          |                |                |                | 0 (6)     |           | wychowanek                  |           |
| Roman Żuchnik          | 28.02.1965 |                |                |                |                | 0 (2)          |                |                |                | 0 (2)     |           | wychowanek                  |           |
| Pomocnicy i napastnicy |            |                |                |                |                |                |                |                |                |           |           |                             |           |
| Jarosław Góra          | 17.10.1964 | 1 (1)          |                |                |                | 1 (4)          |                |                |                | 2 (5)     |           | Budowlani Lublin            |           |
| Leszek Iwanicki        | 12.08.1959 | 15             | 7              |                |                | 15             | 2              |                |                | 30        | 9         | Legia Warszawa              |           |
| Tomasz Jasina          | 19.05.1965 |                |                |                |                | 2 (3)          |                | 1              |                | 2 (3)     |           | wychowanek                  |           |
| Zbigniew Kakietek      | 11.08.1957 | 15             | 1              |                |                | 9              |                |                |                | 24        | 1         | Legia Warszawa              |           |
| Janusz Kudyba          | 12.07.1961 | 0 (7)          | 1              |                |                | 11 (1)         | 1              |                |                | 11 (8)    | 2         | Lechia Piechowice           |           |
| Andrzej Pop            | 10.10.1953 | 15             | 4              | 1              |                | 13             | 2              | 2              |                | 28        | 6         | Stal Kraśnik                |           |
| Wojciech Rabenda       | 20.04.1957 | 6 (6)          |                |                |                | —              | —              | —              | —              | 6 (6)     |           | Szombierki Bytom            |           |
| Zbigniew Slipiko       | 30.01.1960 | —              | —              | —              | —              | 12 (1)         | 2              |                |                | 12 (1)    | 2         | Olimpia Elbląg              |           |
| Marek Szaniawski       | 10.10.1960 | 13 (2)         |                | 1              |                | 8 (3)          |                |                |                | 21 (5)    |           | Legia Warszawa              |           |
| Krzysztof Witkowski    | 11.02.1962 | 14 (1)         | 1              |                |                | 12             | 1              |                |                | 26        | 2         | wychowanek                  |           |

## Puchar Polski na szczeblu centralnym
| Data              | Runda | Przeciwnik         | D/W | Miejsce                         | Wynik M/P | Strzelcy                                | Widzów   | Źródło        |
| ----------------- | ----- | ------------------ | --- | ------------------------------- | --------- | --------------------------------------- | -------- | ------------- |
| 24 sierpnia 1983  | II    | Chełmianka Chełm   | W   | Chełm                           | 3:1       | Iwanicki 25', Pełkowski 43', Kudyba 75' | 3,5 tys. | [ 70 ] [ 71 ] |
| 6 września 1983   | III   | Avia Świdnik       | W   | Stadion przy al. Zygmuntowskich | 3:2       | Rabenda 42', Iwanicki 56' (k), Pop 85'  | 6 tys.   | [ 72 ]        |
| 21 września 1983  | 1/16  | Zagłębie Sosnowiec | D   | Stadion przy al. Zygmuntowskich | 2:1       | Kudyba 37', Pop 73'                     | 5 tys.   | [ 73 ] [ 74 ] |
| 19 listopada 1983 | 1/8   | Wisła Kraków       | W   | Stadion Wisły                   | 2:4       | Iwanicki 16', Witkowski 65'             | 1,5 tys. | [ 75 ]        |